# Untrinilio
El untrinilio o eka-californio es el nombre temporal de un elemento químico desconocido de la tabla periódica que tiene el símbolo Utn y Número atómico Z=130. El elemento 130 es de interés científico pero no es parte de la hipotética isla de estabilidad, además pertenece a los superactínidos y es un elemento transuránico. La configuración electrónica predictiva que posee este elemento es:  [  Og  ] 8s2 8p2 6f3 5g5.

## Nombre
El nombre temporal del untrinilio viene del latín Untrinilium y significa "uno-tres-cero". Además, corresponde a un nombre sistemático de elemento, que se emplea como marcador de posición hasta que se confirme su existencia por un grupo de investigación encargado y la IUPAC decida su nombre definitivo